# Eben im Pongau
Eben im Pongau is een gemeente in de Oostenrijkse deelstaat Salzburger Land, en maakt deel uit van het district Sankt Johann im Pongau.
Eben im Pongau telt 2005 inwoners en ligt ongeveer 50 kilometer ten zuidoosten van Salzburg. Het dorp ligt op 862 meter boven zeeniveau.
Eben im Pongau is vooral bekend als een toeristische wintersportplaats en is gelegen in het skigebied van de "Salzburger Sportwelt Amadé" met meer dan 300 km aan skipistes.
Eben heeft zelf ook een piste met een blauwe en rode pistes.

## Pas
Eben im Pongau ligt op een zadel tussen het Dachsteinmassief (2995 m) ten noordoosten en de rest van de Alpen. Dit zadel vormt de waterscheiding tussen de bekkens van de Enns in het zuiden en oosten en de Salzach in het noorden en westen. Bij Wagrain ligt een gelijkaardig, zij het iets hoger, zadel.

## Geografische gegevens
- Hoogte dorp: 862 m
- Hoogste punt: 1827 m (Hochgrundeck)

## Zomer toerisme
Eben im Pongau is ook 's zomer een toeristische bestemming. Toeristen komen hier voornamelijk om te wandelen. De wandelingen naar de Gerzkopf en de Moosalm zijn het meest bekend. Daarnaast heeft het dorp een zwemmeer (Badesee).
Er is een kleine camping met een beperkt aantal staplaatsen.